# 조천우회로
 조천우회로(Jocheonuhoe-ro)는 제주특별자치도 제주시 조천읍 신촌진드르 교차로에서 제주시 구좌읍 동남교차로를 잇는 도로이다.

## 주요 경유지
제주특별자치도
- 제주시 (조천읍 - 구좌읍)

## 노선
| 이름              | 접속 노선                        | 소재지 | 소재지 | 비고 |
| ----------------- | -------------------------------- | ------ | ------ | ---- |
| 신촌진드르 교차로 | 일주동로                         | 제주시 | 조천읍 |      |
| 신촌남길 교차로   | 신촌남1길                        | 제주시 | 조천읍 |      |
| 인수물 교차로     | 신촌남8길                        | 제주시 | 조천읍 |      |
| 사리탑 교차로     | 조와로                           | 제주시 | 조천읍 |      |
| 뱅듸왓 교차로     | 국가지원지방도 제99호선 (남조로) | 제주시 | 조천읍 |      |
| 혹통 교차로       | 함대로                           | 제주시 | 조천읍 |      |
| 함덕 교차로       | 함와로                           | 제주시 | 조천읍 |      |
| 북촌서 교차로     | 북선로                           | 제주시 | 조천읍 |      |
| 높은물 교차로     | 북촌남4길                        | 제주시 | 조천읍 |      |
| 하원 교차로       | 북흘로                           | 제주시 | 조천읍 |      |
| 북촌동 교차로     | 북촌12길                         | 제주시 | 조천읍 |      |
| 동남 교차로       | 일주동로                         | 제주시 | 구좌읍 |      |
| 일주동로와 직결   |                                  |        |        |      |

## 주요 건물 및 시설
- CU 제주사리탑교차로점 (제주특별자치도 제주시 조천읍 조천우회로 223)
- 세븐일레븐 제주조천우회로점 (제주특별자치도 제주시 조천읍 조천우회로 710)
- HD현대오일뱅크 청년주유소 (제주특별자치도 제주시 구좌읍 조천우회로 984)